# Iriomote

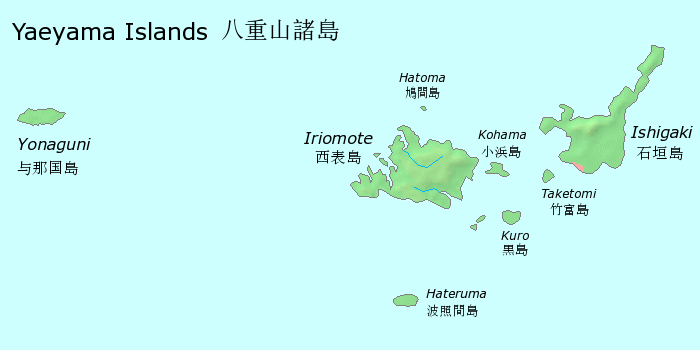
Lägeskarta

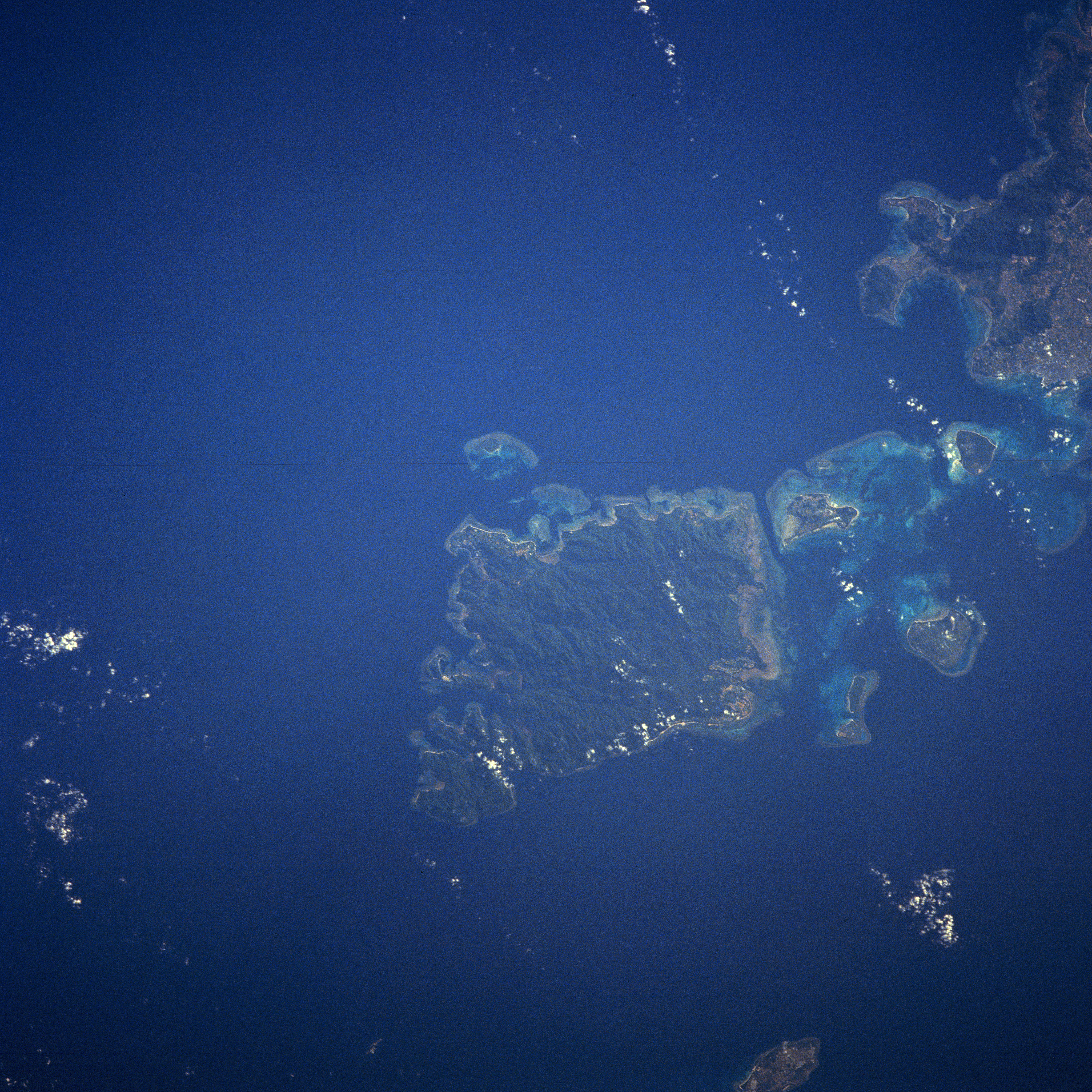
Iriomote

Iriomote (japanska: 西表島?, Iriomote-jima) är den största ön i ögruppen Yaeyamaöarna i nordvästra Stilla havet som tillhör Japan.

## Geografi
Iriomote ligger i Östkinesiska havet ca 380 km västsydväst om Okinawa och ca 30 km väster om Ishigaki.
Ön är av vulkaniskt ursprung och har en area på 290 km² och omges delvis av ett korallrev. Den högsta höjden är Komidake på ca 470 m ö.h. och ön har Japans sydligaste onsen.
Befolkningen uppgår till ca 2 000 invånare, där de flesta lever i orterna Funaura på öns norra del och Uebaru på den sydöstra delen. Förvaltningsmässigt tillhör ön Taketomi kommun i "Yaeyama-gun" (Yaeyama distrikt) i Okinawa prefektur.
Ön kan endast nås med fartyg då den saknar flygplats.

## Historia
Ögruppen ingår i Okinawaöarna som alltid har varit ett viktigt handelscentrum i regionen. Öarna utgjorde mellan 1300-talet och 1800-talet ett oberoende kungadöme, Kungariket Ryukyu. Riket hade kontakter inte bara med grannarna Japan och Kina, utan också med exempelvis Borneo och Java. Sin självständighet behöll riket genom att betala tribut (brandskatt) till ömsom Kina, ömsom Japan.
1879 införlivades riket i Japan, och blev länet Okinawa.
Fram till slutet på andra världskriget var ön i stort obebodd på grund av malaria, denna smitta utrotades med hjälp av amerikansk militärpersonal efter kriget.
Under andra världskriget utspelade sig våren 1945 ett av de största och betydande slagen i Stilla havet (Slaget om Okinawa) här. Området ockuperades sedan av USA som förvaltade öarna fram till 1972 då de återlämnades till Japan.
1967 upptäcktes en sorts vildkatt på ön – Iriomotekatten (Prionailurus iriomotensis alt. Prionailurus bengalensis ssp. iriomotensis). Djuret har skyddsstatus och förekommer bara på Iriomote.
Sedan 1972 ingår cirka 34 % av ön i Iriomote-Ishigaki nationalpark (Iriomote-Ishigaki kokuritsukōen).
Den 1 oktober 2005 infördes den nuvarande förvaltningsstrukturen med distrikt och stad.